# Hermandad de Santa Marta y de la Sagrada Cena
La Hermandad Sacramental de Santa Marta y de la Sagrada Cena es una hermandad católica de la ciudad de León, España. Fue fundada en 1945 y tiene su sede en la iglesia de San Marcelo.

## Historia
En 1941, el Sindicato Nacional de Hostelería acordó elegir como patrona de la industria hostelera a Santa Marta. Tras esa decisión surgió la Hermandad de Santa Marta, cuyos estatutos fueron aprobados el 11 de diciembre de 1945. Su primera participación en Semana Santa fue en 1947, en la procesión del Santo Entierro organizada por la cofradía de Minerva y Veracruz. Desde 1950 organiza la procesión de la Sagrada Cena en la tarde del Jueves Santo.
En 1962 se formó la banda de cornetas y tambores. El 5 de marzo de 1995 pasó a llamarse Hermandad de Santa Marta y de la Sagrada Cena y desde 2001 organiza la procesión Rosario de Pasión, en la tarde del Lunes Santo, en la que procesiona seis pasos con imágenes cedidas por parroquias de la provincia.

## Emblema
El emblema, de forma ovalada, representa la escena evangélica narrada por San Lucas en el capítulo X, versículos 38-42; en ella, Marta pide al Señor la ayuda de su hermana. Aparecen también las palabras del Señor Unum est necessarium, que la Hermandad adoptó como lema. Todo ello está enmarcado por las palabras Hermandad de Santa Marta, León.

## Indumentaria

Indumentaria

El hábito se compone de túnica de color crema claro, con cuello, bocamangas, botonadura, fajín y capirote alto en terciopelo de color rojo sangre. Los braceros sustituyen el capirote por un capillo de raso del mismo color. Se completa con guantes de color blanco, calcetines y zapatos negros, camisa blanca, corbata negra y pantalón oscuro. La Junta de Seises y los que portan el guion lleva capa de lana blanca con vueltas de terciopelo rojo sangre.

## Actos y procesiones
- Lunes Santo: Procesión Rosario de Pasión.
- Jueves Santo: Procesión de la Sagrada Cena.
- Corpus Christi: Salida de Santa Marta.

## Pasos
- Unción en Betania: obra realizada por José Ajenjo Vega en 1983, es pujada por 86 braceros.
- La Casa de Betania: obra de Víctor de los Ríos realizada en 1969, es pujada por 86 braceros.
- El Lavatorio: obra de José Ajenjo Vega de 1998, es pujada por 90 braceros.
- La Sagrada Cena: obra realizada por Víctor de los Ríos en 1950.